# 马斯皮-拉隆凯尔-瑞亚克
马斯皮-拉隆凯尔-瑞亚克（法語：Maspie-Lalonquère-Juillacq，法語發音：[maspi lalɔ̃kɛʁ ʒɥijak]）是法国大西洋比利牛斯省的一个市镇，位于该省东北部，属于波城区。

## 历史
1833年，市镇马斯皮（Maspie）和拉隆凯尔（Lalonquère）合并为市镇马斯皮-拉隆凯尔（Maspie-Lalonquère）。1842年，马斯皮-拉隆凯尔和市镇瑞亚克（Juillacq）合并为市镇马斯皮-拉隆凯尔-瑞亚克（Maspie-Lalonquère-Juillacq）。

## 地理
马斯皮-拉隆凯尔-瑞亚克（43°25'17"N, 0°8'52"W）面积10.76 平方千米，位于法国新阿基坦大区大西洋比利牛斯省，该省份为法国东南部省份，涵盖了贝阿恩与北巴斯克，西临大西洋比斯開灣，北至朗德省，东北接热尔省，东临上比利牛斯省，南与西班牙接壤。

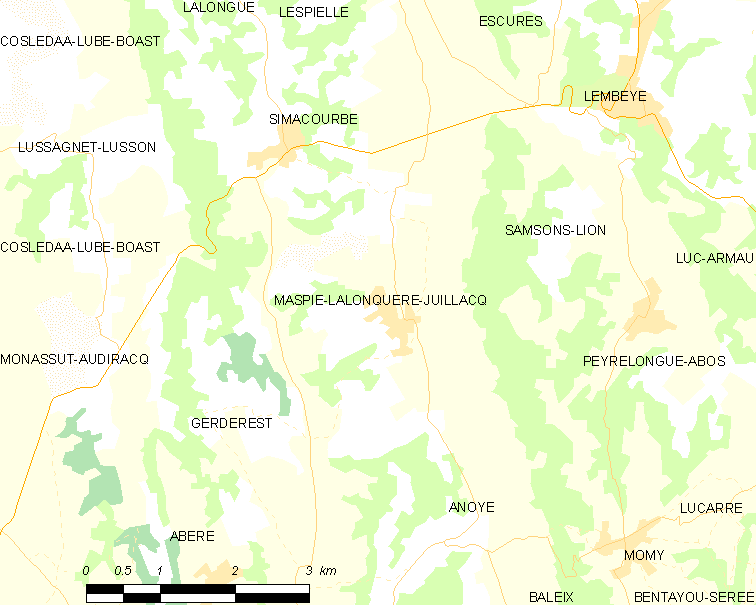
马斯皮-拉隆凯尔-瑞亚克的OSM定位图

与马斯皮-拉隆凯尔-瑞亚克接壤的市镇（或旧市镇、城区）包括：阿诺伊、热尔德雷斯特、桑松利翁、锡马库尔布、朗贝。
马斯皮-拉隆凯尔-瑞亚克的时区为UTC+01:00、UTC+02:00（夏令时）。

## 行政
马斯皮-拉隆凯尔-瑞亚克的邮政编码为64350，INSEE市镇编码为64369。

## 政治
马斯皮-拉隆凯尔-瑞亚克所属的省级选区为吕伊河土地和维克比伊山坡县。

## 人口
马斯皮-拉隆凯尔-瑞亚克于2022年1月1日时的人口数量为238人。

1962-2008年间马斯皮-拉隆凯尔-瑞亚克人口变化图示